# Daniel Kreutzfeldt
Daniel Adelhard Kreutzfeldt (nascido em 19 de novembro de 1987) é um ciclista dinamarquês que compete em provas do ciclismo de estrada e pista.
Kreutzfeldt foi uma dos atletas que representou a Dinamarca nos Jogos Olímpicos de 2008, em Pequim, onde terminou em sexto competindo na prova de corrida por pontos.